# Staffan Tapper
Staffan Tapper (* 10. července 1948, Malmö) je bývalý švédský fotbalista, záložník. Jeho otcem byl švédský fotbalový reprezentant Börje Tapper.

## Fotbalová kariéra
Ve švédské lize hrál za Malmö FF, nastoupil ve 220 ligových utkáních a dal 42 gólů. S týmem vyhrál šestkrát švédskou fotbalovou ligu a pětkrát švédský fotbalový pohár. V Poháru mistrů evropských zemí nastoupil v 19 utkáních a dal 2 góly, v Poháru vítězů pohárů nastoupil v 10 utkáních a dal 3 góly a ve Veletržním poháru nastoupil v 5 utkáních. Za reprezentaci Švédska nastoupil v letech 1971–1978 ve 36 utkáních a dal 3 góly. Byl členem švédské reprezentace na Mistrovství světa ve fotbale 1974, nastoupil v 5 utkáních. Byl členem švédské reprezentace na Mistrovství světa ve fotbale 1978, nastoupil ve 2 utkáních.

## Ligová bilance
| Ročník                 | Zápasy | Góly | Klub     |
| ---------------------- | ------ | ---- | -------- |
| 1. švédská liga 1967   | 4      | 1    | Malmö FF |
| 1. švédská liga 1968   | 7      | 9    | Malmö FF |
| 1. švédská liga 1969   | 21     | 12   | Malmö FF |
| 1. švédská liga 1970   | 19     | 2    | Malmö FF |
| 1. švédská liga 1971   | 20     | 4    | Malmö FF |
| 1. švédská liga 1972   | 22     | 6    | Malmö FF |
| 1. švédská liga 1973   | 26     | 4    | Malmö FF |
| 1. švédská liga 1974   | 23     | 1    | Malmö FF |
| 1. švédská liga 1975   | 26     | 1    | Malmö FF |
| 1. švédská liga 1976   | 15     | 0    | Malmö FF |
| 1. švédská liga 1977   | 9      | 0    | Malmö FF |
| 1. švédská liga 1978   | 15     | 1    | Malmö FF |
| 1. švédská liga 1979   | 13     | 1    | Malmö FF |
| CELKEM 1. švédská liga | 220    | 42   |          |